# اسفرنجان (گلپایگان)
(گلپایگان)، روستایی از توابع بخش مرکزی شهرستان گلپایگان در استان اصفهان ایران است.

## جمعیت
این روستا در دهستان جلگه قرار دارد و براساس سرشماری مرکز آمار ایران در سال ۱۳۸۵، جمعیت آن ۵۵۱ نفر (۱۶۴خانوار) بوده‌است.

### در حال حاظر شورای اسفرنجان وحید هدایتی است. او در سال 1400 با اکثریت رای به مقام شورا رسید و تا سال 1404 ادامه ادارد
- «نتایج سرشماری عمومی نفوس و مسکن ۱۳۸۵». درگاه ملی آمار ایران. بایگانی‌شده از اصلی در ۱ ژانویه ۲۰۱۳. دریافت‌شده در ۱ ژانویه ۲۰۱۳.